# Allotettix peruvianus
Allotettix peruvianus är en insektsart som först beskrevs av Bolívar, I. 1887.  Allotettix peruvianus ingår i släktet Allotettix och familjen torngräshoppor. Inga underarter finns listade i Catalogue of Life.